# Überlebensschuld-Syndrom
Als Überlebensschuld-Syndrom, auch unter den Synonymen KZ-Syndrom oder Holocaust-Syndrom bekannt, wird eine Form der Posttraumatischen Belastungsstörung (PTBS) verstanden, bei der die betroffene Person von schweren Schuldgefühlen geplagt wird, weil sie ein extremes Ereignis (z. B. Unfall, Terroranschlag, Amoklauf, Naturkatastrophe, Epidemie, Krieg, Völkermord oder Lagerhaft) überlebt hat, während viele andere Menschen durch dieses oder bei diesem Ereignis ums Leben gekommen sind. Entscheidend für die Diagnose ist das Schuldgefühl des Betroffenen darüber, dass er gewollt oder ungewollt überlebt hat, während andere Personen um ihn herum gestorben sind, ohne dass er diesen hat helfen können.
Ursprünglich wurde dieser Begriff für von Schuldgefühlen geplagte Überlebende des Holocaust verwendet.

## Ursprünge des Begriffs
Der Begriff des Überlebens-Schuld-Syndroms (Survivor-Guilt-Syndrom) wurde in den 1960er Jahren durch den deutsch-amerikanischen Psychiater und Psychoanalytiker William G. Niederland für von Schuldgefühlen geplagte KZ-Opfer geprägt. Jedoch gab es zuvor schon Untersuchungen zu diesem Thema ohne Verwendung dieses Begriffs. Niederland, der in Deutschland (Ostpreußen) geboren wurde und 1934 in die Vereinigten Staaten emigrierte, war in den 1960er Jahren Gutachter des Generalkonsulats der Bundesrepublik Deutschland in New York. Er untersuchte im Rahmen von Wiedergutmachungsanträgen viele hunderte – meist jüdische – traumatisierte Überlebende der Nazi-Verfolgung und stellte bei ihnen das Überlebenden-Syndrom fest. In seinem Buch Folgen der Verfolgung: Das Überlebenden-Syndrom – Seelenmord fasste er dessen Ursachen folgendermaßen zusammen:
1. Leben in einer Atmosphäre der ständigen Bedrohung und eines anfänglich unverstandenen, namenlosen, dann immer näher rückenden Verhängnisses;
2. hiermit einhergehende leiblich-seelische Zermürbung des Personganzen;
3. häufige akute Todesgefahr und Todesangst;
4. Verunsicherung aller mitmenschlichen Bezüge und Kontakte;
5. schutzloses Dasein in einem Dauerzustand völliger oder nahezu völliger Rechtlosigkeit;
6. Überflutung des geistigen Ich-Gefüges durch den unaufhörlichen Ansturm von öffentlichen und persönlichen Beschimpfungen, Verdächtigungen, Verleumdungen und Anschuldigungen, wiederum ohne Möglichkeit einer Zufluchtnahme zum behördlichen Rechtsschutz.

Symptome können u. a. sein: Depression, Unsicherheit, Apathie, Rückzug, psychosomatische Krankheiten, Zustände von Angst und Erregung, Schlaflosigkeit, innere Unruhe, Wahnsymptome und auch Schuldgefühle. Nach Niederland ist ein Schuldgefühl, das der Betroffene auf Dauer nicht verdrängen kann, zentral und zugrundeliegend für das Überlebenden-Syndrom. Er nannte dies die Überlebendenschuld („survivor guilt“).

## Untersuchungen an Opfern des Nationalsozialismus
Die Opfer hatten die Verfolgung während der Zeit des Nationalsozialismus durch Flucht, im Versteck oder als Insassen von Vernichtungslagern überlebt; viele hatten dabei jedoch ihre Familien verloren. Mit Beginn des 21. Jahrhunderts rücken verstärkt Menschen, die als Kinder überlebt haben, ins Zentrum wissenschaftlicher Diskussionen und psychiatrischer Untersuchungen, außerdem die Kinder von Überlebenden (Zweite Generation), die selbst nicht dem Nazi-Terror ausgesetzt waren, aber ähnliche – allerdings in geringerer Stärke vorhandene – Symptome aufweisen.

## Retraumatisierung durch die deutsche Nachkriegspsychiatrie
Eine besondere Bedeutung komme der Hypermnesie zu, dem überscharfen und mit starkem Affekt geladenen Erinnerungsvermögen. Dieses stelle sich vor dem Einschlafen, aber auch bei der ärztlichen Behandlung ein und sei für die Traumatisierten sehr qualvoll. Ebenfalls nachteilig in den Wiedergutmachungsprozessen wirke sich aus, dass oftmals im Ich-Gefüge der Traumatisierten der Zeitsinn beeinträchtigt worden sei und die Betroffenen sich so in den Zeitabläufen verhaspelten. Entsprechend seien die Überlebenden der nationalsozialistischen Verfolgung unpünktlich zu den Gutachterprozessen erschienen.
Niederland kritisierte, dass die meisten deutschen Gutachter der Nachkriegszeit nicht die Belastungen des Überlebenden-Syndroms erkannten. Die deutschen Vertreter der klassischen Psychiatrie seien sich einig gewesen, dass seelische Belastungen und Erschütterungen unmittelbar nach der Verfolgung abklingen. Es mute „geradezu grotesk an“, so Niederland, „wenn man das Überleben in einem Vernichtungslager in einem vertrauensärztlichen Gutachten als ‚Unannehmlichkeiten des Konzentrationslagers‘ beschrieben findet und damit der Wiedergutmachungsantrag eines so geschädigten Menschen abgelehnt wird. Die psychologische Stumpfheit eines derartigen Gutachters erscheint selbst bei Hinnahme des bereits geschilderten Konservativismus der deutschen Psychiatrie unüberbietbar.“